# 斯泰普爾斯 (明尼蘇達州)
斯泰普爾斯（英語：Staples）是一個位於美國明尼蘇達州托德縣及沃迪納縣的城市。

## 人口
根據2020年美國人口普查的數據，斯泰普爾斯的面積為12.34平方千米，當中陸地面積為12.33平方千米，而水域面積為0.01平方千米。當地共有人口2989人，而人口密度為每平方千米242人。